# Alain Sarde
Alain Sarde (* 28. März 1952 in Boulogne-Billancourt) ist ein französischer Filmproduzent.

## Leben
Alain Sarde ist der Bruder des Filmkomponisten Philippe Sarde, der durch die Filme Claude Sautets berühmt wurde. Alain Sarde etablierte sich als Filmproduzent 1976 mit dem Film Barocco von André Techiné. Er produzierte sowohl Werbefilme als auch Filme für das europäische Autorenkino. Mittlerweile kann er auf ein Werk von über 160 Produktionen zurückblicken. Seinen größten Erfolg konnte er mit Roman Polańskis Film Der Pianist verbuchen, für den er geeinsan mit Robert Benmussa und Polański den BAFTA Award sowie eine Oscarnominierung erhielt. Sie gewann außerdem den Polnischen Filmpreis in der Kategorie Bester Film.

## Filmografie
- 1976: Barocco
- 1979: Den Mörder trifft man am Buffet (Buffet froid)
- 1980: Ferien für eine Woche (Une semaine de vacances)
- 1980: Rette sich, wer kann (das Leben) (Sauve qui peut (la vie))
- 1981: Begegnung in Biarritz (Hôtel des Amériques)
- 1981: Eine merkwürdige Karriere (Une étrange affaire)
- 1981: Ausgerechnet ihr Stiefvater (Beau père)
- 1981: Wahl der Waffen (Le choix des armes)
- 1982: Stern des Nordens (L’étoile du nord)
- 1982: Passion
- 1983: Garçon! Kollege kommt gleich! (Garçon!)
- 1983: Vorname Carmen (Prénom Carmen)
- 1984: Ein Sonntag auf dem Lande (Un dimanche à la campagne)
- 1985: Détective
- 1985: Liebe und Gewalt (L’amour braque)
- 1985: Harem
- 1985: Die Familienpyramide (L’été prochain)
- 1986: Der Profi 2 (Le solitaire)
- 1986: Erpreßt – Das geheimnisvolle Foto (Cours privé)
- 1987: Wenn die Sonne nicht wiederkäme (Si le soleil ne revenait pas)
- 1989: Meine Nächte sind schöner als deine Tage (Mes nuits sont plus belles que vos jours)
- 1990: Weekend für zwei (Un week-end sur deux)
- 1992: Auf offener Straße (L.627)
- 1992: Die Krise (La Crise)
- 1993: Der Anwalt (Un crime)
- 1993: Meine liebste Jahreszeit (Ma saison préférée)
- 1994: Wilde Herzen (Les roseaux sauvages)
- 1995: Nelly & Monsieur Arnaud
- 1995: Der Lockvogel (L’appât)
- 1996: Hauptmann Conan und die Wölfe des Krieges (Capitaine Conan)
- 1996: Forever Mozart
- 1996: Mein Mann – Für deine Liebe mach’ ich alles (Mon homme) – Regie: Bertrand Blier
- 1996: Der grüne Planet – Besuch aus dem All (La belle verte) – Regie: Coline Serreau[1]
- 1997: Le Cousin – Gefährliches Wissen (Le cousin)
- 1998: Alice & Martin (Alice et Martin)
- 1998: Place Vendôme
- 1999: Augustin, Kung-Fu-König (Augustin, roi du Kung-fu)
- 1999: Es beginnt heute (Ça commence aujourd’hui)
- 2000: Code: unbekannt (Code inconnu: Récit incomplet de divers voyages)
- 2001: Belphégor (Belphégor, le fantôme du Louvre)
- 2001: Mulholland Drive – Straße der Finsternis (Mulholland Dr.)
- 2001: Chaos
- 2002: Der Pianist (The Pianist)
- 2002: Ein perfektes Leben (L'adversaire)
- 2002: 18 Jahre später (18 ans après)
- 2002: All or Nothing
- 2003: Happy End
- 2003: Birkenau und Rosenfeld (La petite prairie aux bouleaux)
- 2003: Nathalie
- 2004: Das Leben ist ein Wunder
- 2004: Intime Fremde (Confidences trop intimes)
- 2004: Genesis
- 2004: Holy Lola
- 2004: Nôtre musique
- 2005: Oliver Twist
- 2010: Der Ghostwriter (The Ghost Writer)
- 2010: Film Socialisme
- 2011: La fille du puisatier
- 2013: Venus im Pelz (La vénus à la fourrure)
- 2014: Adieu au langage